# 獭负鼠属
獭負鼠属（Lutreolina）属负鼠科。这个属的现生物种包括粗尾獭负鼠（Lutreolina crassicaudata）和2014年命名、生活在更高海拔地区的马氏獭负鼠（Lutreolina massoia）。